# Hippias van Elis
Hippias van Elis (Oudgrieks: Ἱππίας ὁ Ἠλεῖος) (geboren rond 450 v.Chr. in Athene, leefde ten minste tot 399 v.Chr.) was een Grieks sofist. Hij was jonger dan zijn tijdgenoot en tevens sofist Protagoras en zou als zijn opvolger beschouwd kunnen worden. 

## Veelzijdig
Zoals de meeste sofisten beweerde Hippias een autoriteit op alle wetenschapsgebieden te zijn. Zo toonde hij interesse in de astronomie en de wiskunde, maar ook in muziek en taal. Net als de meeste sofisten was zijn kennis echter vrij oppervlakkig. In de dialogen Hippias Major (Grote Hippias, over de schoonheid) en Hippias Minor (Kleine Hippias, over de dwaasheid van de sofisten) van Plato wordt hij echter geroemd om zijn vermogen te onthouden, via allerhande mnemotechnieken. Zijn arrogantie wordt echter minder hoog aangeschreven. 

## Filoloog
Hippias wordt daarnaast in diverse werken (opnieuw ook van Plato) een grote bijdrage aan de literatuur toegeschreven, door te wijzen op de betekenis van woorden en het belang van ritme en stijl. Een werk over de stijl van Homerus zou op zijn naam staan, maar daar is niets van over. 

## Quadratrix?
Zijn bijdrage aan de wiskunde was de ontdekking van de quadratrix volgens Pappus in zijn meetkundewerk Synagoge, Boek 4 in 340. Dit is echter omstreden. Verschillende wetenschappers stellen dat de wiskunde in de tijd van Hippias nog niet ver genoeg was voor een dergelijke ontdekking.